# Shadow Man: 2econd Coming
Shadow Man: 2econd Coming est un jeu vidéo d’action-aventure sorti uniquement sur PlayStation 2 en mars 2002. Il est la suite du jeu Shadow Man. Il est édité et développé par Acclaim.

## Histoire
Mike Leroy lutte contre les forces du mal qui tentent de s'emparer du Codex pour libérer le démon Asmodeus.

## Accueil
- IGN : 7,7/10[2]
- Jeuxvideo.com : 13/20[3]